# 陈重华 (1949年)
陈重华（1949年—），女，汉族，浙江慈谿人，中华人民共和国政治人物，中国国民党革命委员会中央委员会委员、浙江省委员会副主任委员，杭州市人大常委会副主任，第十一届全国政协委员。

## 生平
2008年，当选第十一届全国政协委员，代表中国国民党革命委员会，分入第四组。

## 家庭
祖父陈布雷，祖母杨宏农（杨品仙）。父亲陈过。